# Ilona Staller (album)
Ilona Staller è il primo album in studio dell'attrice ungherese Ilona Staller, pubblicato nel 1979.

## Descrizione
L'album contiene i brani Labbra e Più su sempre più su, apparsi nella colonna sonora del film Cicciolina amore mio distribuito lo stesso anno. Il brano Cavallina a cavallo (erroneamente indicato nella tracklist con il titolo Cavallina cavallo), composto da Ennio Morricone, è tratto dalla colonna sonora del film Dedicato al mare Egeo, con protagonista la stessa Ilona Staller, distribuito anch'esso nel 1979. La versione presente nell'album differisce tuttavia da quella utilizzata nel film, dato che nel secondo venne preferita una versione interpretata da Edda Dell'Orso.
Il disco contiene inoltre le cover: I Was Made for Dancing, portata al successo da Leif Garrett nel 1978; Pane marmellata e me, cover del brano del 1977 Uptown Top Ranking di Althea & Donna; Benihana, brano disco originalmente cantato dalla pornostar Marilyn Chambers nel 1977; Lascia l'ultimo ballo per me, cover con testo italiano di Carlo Da Vinci e Mogol di Save the Last Dance for Me, portata al successo dai Drifters nel 1960; It's All Up To You, cover del brano di Michael Zager.
L'album viene pubblicato nel 1979 in Italia dalla RCA Italiana in formato LP e musicassetta. Viene inoltre distribuito in LP in alcune versioni per il mercato estero dalla RCA Victor. Il disco è stato ristampato nel 2000 da Castle Music in CD con l'aggiunta delle due tracce extra Save the Last Dance for Me e I Was Made for Dancing, tratte da un raro 12" del 1979. La Castle ne ha parallelamente ristampato anche una rara edizione in LP, contenente anch'esso 11 tracce, ma in diverso ordine rispetto al CD. Nel 2017 l'album è stato nuovamente ristampato in vinile dalla Sony Music, in un'edizione filologica e in versione picture disc.
Dal disco sono stati estratti i due singoli I Was Made for Dancing e Cavallina a cavallo.

## Tracce
LP RCA 1978/Sony Music 2017
1. I Was Made for Dancing – 6:12 (Michael Lloyd)
2. Pane marmellata e me – 3:57 (Althea Forrest, Errol Thompson, Lucio Macchiarella)
3. Labbra – 4:06 (Giancarlo Acquisti, Paolo Amerigo Cassella)
4. Benihana – 4:19 (Barbara Soehner, Michael Zager)
5. Lascia l'ultimo ballo per me – 3:17 (Carlo Da Vinci, Doc Pomus, Mogol, Mort Shuman)
6. Cavallina cavallo – 3:46 (Ennio Morricone)
7. It's All Up To You – 3:42 (Alvin Fields, Michael Zager)
8. Professor of Percussions – 3:57 (Fabrizio Federighi, Ranieri Cerelli, Richard Ursillo, Steven Head)
9. Più su sempre più su – 3:49 (Lucio Macchiarella, Olimpio Petrossi, Piero Darini)

Durata totale: 37:05
CD Castle Music 2000
1. I Was Made for Dancing – 6:12 (Michael Lloyd)
2. Pane marmellata e me – 3:57 (Althea Forrest, Errol Thompson, Lucio Macchiarella)
3. Labbra – 4:06 (Giancarlo Acquisti, Paolo Amerigo Cassella)
4. Benihana – 4:19 (Barbara Soehner, Michael Zager)
5. Lascia l'ultimo ballo per me – 3:17 (Carlo Da Vinci, Doc Pomus, Mogol, Mort Shuman)
6. Cavallina cavallo – 3:46 (Ennio Morricone)
7. It's All Up To You – 3:42 (Alvin Fields, Michael Zager)
8. Professor of Percussions – 3:57 (Fabrizio Federighi, Ranieri Cerelli, Richard Ursillo, Steven Head)
9. Più su sempre più su – 3:49 (Lucio Macchiarella, Olimpio Petrossi, Piero Darini)
10. Save The Last Dance For Me (Discomix) – 5:33 (Doc Pomus, Mort Shuman)
11. I Was Made For Dancing (Discomix) – 6:10 (Michael Lloyd)

Durata totale: 48:48
LP Castle Music 2000
1. I Was Made for Dancing – 6:12 (Michael Lloyd)
2. Pane marmellata e me – 3:59 (Althea Forrest, Errol Thompson, Lucio Macchiarella)
3. Labbra – 4:06 (Giancarlo Acquisti, Paolo Amerigo Cassella)
4. Benihana – 4:19 (Barbara Soehner, Michael Zager)
5. Save The Last Dance For Me (Discomix) – 5:33 (Doc Pomus, Mort Shuman)
6. Lascia l'ultimo ballo per me – 3:17 (Carlo Da Vinci, Doc Pomus, Mogol, Mort Shuman)
7. Cavallina cavallo – 3:46 (Ennio Morricone)
8. It's All Up To You – 3:42 (Alvin Fields, Michael Zager)
9. Professor of Percussions – 3:58 (Fabrizio Federighi, Ranieri Cerelli, Richard Ursillo, Steven Head)
10. Più su sempre più su – 3:52 (Lucio Macchiarella, Olimpio Petrossi, Piero Darini)
11. I Was Made For Dancing (Discomix) – 6:10 (Michael Lloyd)

Durata totale: 48:54

## Edizioni
- 1979 - Ilona Staller (RCA Italiana, PL 31442, LP)
- 1979 - Ilona Staller (RCA Italiana, MC)
- 1979 - Ilona Staller (RCA Victor, 05(0131)01697, LP) per il mercato colombiano
- 1979 - Ilona Staller (RCA Victor, RCLP 20135, LP) per il mercato greco
- 2000 - Ilona Staller (Sequel Records/Castle Music, NEMCD 398, CD) ristampa britannica dell'album Ilona Staller e del 12" I was made for dancing.
- 2000 - Ilona Staller (Sequel Records/Castle Music, NEMLP 398, LP) ristampa britannica dell'album Ilona Staller e del 12" I was made for dancing.
- 2017 - Ilona Staller (Sony Music/RCA, 88985461181, LP)
- 2017 - Ilona Staller (Sony Music/RCA, 88985468811, LP picture disc)